# Дивизия Леграна (Первая империя)
Пехотная дивизия Леграна (фр. Division d'infanterie de Legrand) — пехотная дивизия Франции периода наполеоновских войн.

## История дивизии

### Формирование дивизии
Сформирована Наполеоном 29 августа 1803 года как 3-я пехотная дивизия в лагере Сент-Омер, который находился под началом генерала Сульта. Лагерь был частью Армии Берегов Океана, предназначенной для вторжения на Британские острова. Командиром дивизии был назначен 41-летний опытный и прославленный дивизионный генерал Александр Легран, герой Рейнской армии и друг опального генерала Моро. В состав дивизии первоначально вошли:
- 26-я полубригада лёгкой пехоты
- 22-я полубригада линейной пехоты
- 64-я полубригада линейной пехоты
- 72-я полубригада линейной пехоты
- 75-я полубригада линейной пехоты
- 88-я полубригада линейной пехоты[1].

22 октября Первый консул приказал расположить дивизию лагерем у Амблетёза, коммуне с населением около 400 человек в департаменте Па-де-Кале, которая находилась в 24 км юго-западнее Кале и в 223 км от Парижа. Также из состава дивизии были выведены 64-й и 88-й полки, и включены в новую 4-ю пехотную дивизию генерала Сюше. 3 декабря по приказу Наполеона дивизия начала строить порт в Амблетёзе и изменила устье Слака. 14 февраля 1804 года был арестован и 28 мая предстал перед судом генерал Моро. Леграну, как близкому другу Моро пришлось пережить неприятные моменты: у него провели обыск, проверили переписку, но никаких фактов его связи с предателем не нашли. 29 февраля 1804 года к дивизии был добавлен батальон Корсиканских стрелков. 16 августа Наполеон провёл масштабную церемонию награждения орденом Почётного легиона в Булонском лагере. На церемонии присутствовали многие представители дивизии, получившие из рук Императора новую высшую награду Франции. 13 марта 1805 года Наполеон решил к середине апреля перебазировать 3-ю дивизию из Амблетёза ближе к Булони. 16 марта к дивизии в Амблетёзе присоединился 3-й полк линейной пехоты. На 31 июля дивизия насчитывала 10139 человек личного состава. 3 августа Наполеон прибыл в Булонь и провёл смотр 100 000 человек, сформировавших Армию Берегов Океана. Армия была собрана в одну линию протяженностью около 15 км. Готовясь к высадке, Наполеон 8 августа сформировал пять десантных крыльев, каждое из которых состояло из 72 барж, на которые будут погружены шесть батальонов, образующих три полка, два из которых будут лёгкой пехотой и один линейный. Батальоны, которые погрузят на баржи, будут сокращены до 700 человек, включая офицеров. Также будет отряд рабочих, артиллерийская рота и рота сапёров. Генерал Мерль был поставлен во главе 2-го десантного крыла (24-й и 26-й лёгкие, 3-й линейный и 16-я рота 15-го полка пешей артиллерии), которое было частью левого центрального корпуса.

### Австрийская кампания 1805 года
К середине августа Императору стало известно, о выступлении против Франции Австрии и России. Наполеон начинает подготовку к полномасштабной войне на континенте. 29 августа 1805 года дивизия вошла в состав 4-го армейского корпуса Великой Армии. Поднятие Булонского лагеря произошло 30 августа. 1 сентября дивизия покинула ставший родным Сент-Омерский лагерь. 25 сентября переправилась через Рейн в Шпайере. 7 октября перешла Дунай по Мюнстерскому мосту, недалеко от Донаувёрта. 9 октября вошла в Аугсбург. 14 октября она прибыла к Меммингену, который сдался после двадцати четырёх часов осады. После капитуляции Ульма дивизия получила приказ идти на Мюнхен. Миновав этот город, 25 октября прибыла к реке Инн, которая на следующий день был переправлена в Мюльдорфе. 14 ноября дивизия прошла парадным строем через Вену. 16 ноября двинулась на Холлабрунн, когда получила приказ ускорить шаг, чтобы соединиться с войсками Мюрата. Участвовала в яростных боях у деревни Шёнграберн и в деревне Грунд с арьергардом Багратиона. Дивизия потеряла 245 человек, в том числе 46 убитыми, 170 ранеными и 29 пленными или пропавшими без вести. 17 ноября дивизия продолжила поход на Брюнн. Вечером 19-го дивизия разбила лагерь под стенами Брюнна, столице Моравии. Это место, цитадель которого хорошо оборонялась, было оставлено врагом; значительные запасы муки и прочего продовольствия оказались в руках французов. Вечером 21 ноября расквартировалась в Аустерлице и окрестностях. В этот момент Император даёт армии несколько дней отдыха. Эта остановка была необходима для измученных усталостью войск, прошедших за три месяца до 2000 км. 1 декабря, за день до генерального сражения, дивизия находилась на бивуаке в Шлапанице за Кобельницем, напротив плато Працен. 1 декабря около 19:00 под Тельницем произошли некоторые предварительные бои. К деревне подошёл отряд австрийской лёгкой кавалерии О'Рейли в 400 гусар, составлявший авангард генерала Кинмайера. Темнота ночи усиливалась густым туманом, что затрудняло видимость и наблюдение. Форпосты корсиканских стрелков были отброшены, и нескольким всадникам удалось выйти на улицы Тельница, сражаясь с корсиканцами. Своевременное прибытие 1-го батальона 3-го линейного позволило отбросить неприятельскую кавалерию и отвоевывать деревню, взяв некоторое количество пленных. Командир Орнано и две резервные роты оказывали энергичное сопротивление на краю позиции и дали генералу Леграну время для отправки 2-го и 3-го батальонов 3-го линейного. В то же время Юло и его стрелки По сражались на окраинах деревни Сокольниц, где им удалось удержать позиции в ходе упорного и непрерывного боя. Около 2 часов ночи 2 декабря колонна пехоты неприятеля при поддержке многочисленных отрядов кавалерии появилась перед Тельницем и начала яростную атаку. Но столкнувшись с сильным сопротивлением 3-го линейного, корсиканских стрелков и стрелков По, она заняла позицию перед деревней, чтобы дождаться рассвета. Шум этой непрекращающейся стрельбы не мог не обеспокоить Императора, который ночью послал своего адъютанта генерала Савари доложить ему о положении дел. Все эти события вскоре привели Императора к пересмотру изначального плана. 2 декабря приняла участие в Аустерлицком сражении. Перед дивизией Леграна была поставлена сложнейшая задача сдержать основную атаку союзников, и дать время дивизиям Сент-Илера и Вандама взять Праценские высоты. Легран и его люди блестяще справились с этой задачей. Энергично и отчаянно сопротивляясь, Легран смог сковать основные силы союзников, и дождаться прибытия Даву с дивизией Фриана ему на помощь. После разгрома центра неприятеля, дивизия участвовала в ликвидации остатков центра и левого крыла армии противника. Бивак дивизия Леграна устроила на поле боя. 4 декабря дивизия Леграна покинула берега Гольдбаха и направилась к Домброшнцу. Дивизия уже несколько часов находилась в расквартировании, когда до неё дошли вести о перемирии. После этого дивизия занимает окрестности Вены до подписания Пресбургского договора. 4 января 1806 года Наполеон устроил в Шёнбрунне смотр дивизии и выразила удовлетворение хорошим поведением батальонов, входящих в её состав, в битве при Аустерлице. После этого дивизия покинула окрестности Вены и возобновила путь во Францию. 4-й корпус получил приказ расположиться в Баварии вокруг Пассау, Ландсхута и Браунау.

### Прусская кампания 1806 года
С ростом напряжённости в отношениях с Пруссией, 29 сентября 1806 года дивизия покинула свои места расквартирования и сосредоточилась в Штраубинге. 30 сентября форсировала Дунай у Регенсбурга, продвигаясь к Зале, обогнув горы Богемии; дивизия переходит последовательно в Нюрнберг, Байройт, Хоф и Геру. Этот марш выполняется быстро и в лучшем порядке. 12 октября дивизия вышла к Эльстеру у Геры, и получила приказ идти на Йену. После сорока часов марша дивизия прибывает к полю боя, но прусская армия уже разбита и отступила. Только вольтижёры дивизии участвуют в преследовании неприятеля до полуночи. Дивизия Леграна, дойдя до своего армейского корпуса, вместе с последним двинулась в погоню за пруссаками, отступавшими через Зондерсхаузен на Нордхаузен. 19 октября фельдмаршал Калькройт, которого преследовал 4-й корпус, находился в Магдебурге со ставкой короля. На площади укрываются остатки вражеской армии. Но Магдебург немедленно облагается французами; часть фельдмаршальского арьергарда, не сумевшая снова войти в Магдебург, бросилась в своего рода укреплённый лагерь. Там они почти сразу были атакованы дивизией Леграна. После пяти последовательных сражений 18-й полк, объединившись с корсиканскими стрелками и стрелками По, вынуждает их сложить оружие.  26 октября, заменённый маршалом Неем перед Магдебургом, Сульт маневрировал, чтобы изолировать герцога Веймарского и прервать всякую связь с Блюхером, который пытался собрать армию. После серии маршей и контрмаршей, в которых дивизия оказала наибольшее сопротивление, 5 ноября она прибыла в окрестности Любека. В этот момент Блюхер, обнаружив, что дорога на Одер закрыта, вернулся на Эльбу, где его ждали Сульт и Бернадот. Утром 6 ноября, когда Бернадот покинул Шверин, а Легран Ратцебург, перед дивизией была поставлена задача убрать передовые сооружения Мюлленских ворот. Корсиканские стрелки и стрелки По отбили его штыками после часового сопротивления. 26-й лёгкий, поддерживаемый 18-м и 75-м линейными полками, одновременно взобрались на валы; артиллерия сокрушила ворота. В этой атаке захвачено 1500 пленных со своими офицерами и двумя генералами. Генерал Легран, форсировав ворота Мюллена, входит в город одновременно с 1-м армейским корпусом, который проник в Любек с другой стороны; стык двух войск происходит в самом городе. Блюхер, загнанный в угол в Дании, капитулировал 7 ноября. Из Любека дивизия направляется в Висмар и ненадолго останавливается там на отдых. Оттуда она идёт в Берлин, куда прибывает 22 ноября. 23 ноября входит в столицу Пруссии. В тот же день Император устроил смотр дивизии, и пожаловал каждому полку по шесть наград.

### Польская кампания 1807 года
Дивизия покинула Берлин 25 ноября и направилась в Кюстрин, Ландсберг и Мезериц. После непродолжительного пребывания на обоих берегах реки Одер (с 10 по 17 декабря) 4-й корпус двинулся к Висле по дороге на Варшаву; дивизия пересекла Вислу к северо-западу от этой реки у Высогрода, оттуда через Цеханув направляется к Макуву. Продвижение дивизии на встречу русским армиям сильно мешает плохое состояние дорог. Марш 25 и ночью 26 декабря, предпринятые с целью наверстать упущенное, ужасны. По словам историка Тьера: «Погода портится; сплошная оттепель в сопровождении слякоти и дождя настолько «размочила дороги», что местами грязь по колено. Люди остаются «наполовину погребенными» в этой земле, внезапно превратившейся в «болото». Темнота делает эту прогулку ужасной». Лишь к вечеру следующего дня дивизия смогла собраться, лишившись нескольких человек, пропавших без вести. В первых числах января 1807 года Наполеон решил дать армии отдых и расположить её на зимних квартирах. Кроме того, военные действия должны быть прекращены, поскольку дороги из-за дождей стали непроходимыми. Жирная и глинистая почва этой части Польши, пропитанная дождями и оттепелями, представляет собой лишь обширное болото, где солдат едва может сделать несколько шагов и из которого нельзя вытащить обоз и артиллерию, только с огромным усилием. 4-й корпус, расположился правее 6-го корпуса, и был оставлен в районе Працница, Макува и Плоцка. В лесистой и бедной местности мало ресурсов и дивизия очень страдала от лишений.
Однако Беннигсен, усиленный двумя дивизиями генерала Эссена, решил возобновить военные действия. Французы, вовремя осведомлённые, покинули свои городки. Корпуса Ожеро, Нея, Даву и Сульта сходятся к Алленштайну. После того, как противник эвакуировал этот последний пункт, 4-й корпус с резервной кавалерией направляется на Гутштадт; Император идёт во главе этих двух корпусов. Сульт идёт по правому берегу Алле, подходит к мосту Бергфрида, который он хочет захватить, чтобы выйти в тыл русской армии. Пока кавалерия 4-го корпуса захватила повозки и багаж у Гутштадта, Сульт с дивизиями Леваля и Леграна вышел к мосту. Задействована только первая дивизия, вторая остаётся в резерве. Мост взят. Но неприятель узнал планы манёвра французской армии, оставил свои позиции в Йонково и отступил на дорогу на север. Наполеон приказывает преследовать его. 6 февраля Мюрат столкнулся с арьергардом противника между Гландау и Хоффом; он состоит из двенадцати батальонов, занявших позиции на высотах Ландсберга и поддерживаемых несколькими линиями кавалерии; Мюрат нападает на них и разбивает; шесть из этих батальонов, избежавших преследования Мюрата, натолкнулись на дивизию Леграна, покидавшую Ландсберг после форсированного марша. Корсиканские стрелки, стрелки По и 26-й лёгкий полк развернулись перед этим отрядом; 75-й остался в резерве. 18-й был поставлен справа по дороге на Эйлау, на плато, по которому противник пытается обойти дивизию Леграна. 18-й отразил три атаки и с честью выполнил возложенную на него задачу. На следующий день, 7 февраля, на рассвете продолжается преследование русских. Во главе с генералом Левассёром, 18-й совершает марш-бросок; но быстрота марша и возникающие из-за него трудности истощают ряды. 18-й полк имеет не более тысячи человек, когда он подходит к противнику, занимающему выгодное положение; этот марш позволяет 18-му полку возглавить дивизию, но приводит его в плачевное состояние. Плато Цигельхоф, расположенное в четверти лье от Эйлау, занято русской дивизией, состоящей из всех родов войск. Бригаде Левассёра (18-й и прибившийся 46-й из бригады Фере) была поставлена задача атаковать плато, а бригада Вивьеса оторвалась, чтобы обойти левое крыло противника. Каждый батальон 18-го полка выстраивается в атакующую колонну и продвигается на шаг атаки в заданном направлении. 1-й батальон, подойдя к неприятельской батарее на расстояние пятидесяти саженей, был остановлен страшным мушкетным огнём; он попытался развернуться, но этот манёвр, невыполнимый в таких условиях, произвел величайшее замешательство в рядах французов. Прибывшая конница противника опрокинула батальон. 2-й батальон занял позицию левее направления, за которым следовал 1-й, и также подвергся атаке кавалерии. Вся левая бригада попадала под сильный удар и потеряла половину личного состава. В этот момент прибывает 1-я драгунская дивизия Клейна, восстанавливает бой и отбрасывает русскую конницу к городу. Затем переформировалась и возобновил бой 18-й, а также 46-й. Бригада Вивьеса, наконец, подойдя за левый фланг русских, вынудила русских отступить к Эйлау. Французы вошли в город одновременно с русскими. На улицах и на кладбище начинается кровавый бой. Наконец, в десять часов вечера русский авангард отступил, оставив улицы усеянными трупами. Дивизия заночевала в городе. На следующий день, 8 февраля, утром бой возобновился. Дивизия Леграна стояла перед городом Эйлау, по дороге на Шмодиттен и Лампаш. После битвы при Эйлау русские отступили к Кёнигсбергу. Его преследовали до самого Фришинга, после чего французская армия вернулась в свои городки, которые Наполеон устроил позади Пасарги.
В начале июня Беннигсен вновь первым начал кампанию. Дивизия Леграна следует за движением своего армейского корпуса. 5 июня была у Ломиттена, но в бою участия не принимала. Затем Наполеон выбрал Деппен в качестве точки концентрации сил. 8 июня уже французы перешли в наступление. Русские отошли правым берегом Алле на Гейльсберг, где у них был укреплённый лагерь, и сосредоточили там свои силы. 10 июня Император, решивший атаковать русских у Гейльсберга, в то же время маневрировал, чтобы обойти их позиции на Алле и отрезать им путь к отступлению к реке Прегель. Когда войска, которым было поручено атаковать русские окопы, миновали Лаунау, они обнаружили арьергард неприятельской армии, которой командовал князь Багратион; Мюрат вступает в бой. В два часа пехота прибывает на поле боя. Дивизия Леграна отведена налево, чтобы захватить лес, занятие которого кажется благоприятным для поддержки кавалерии Мюрата. Генерал Легран, испытав сильное сопротивление в лесу, в конце концов овладел им. В четыре часа вечера войска двинулись прямо на Гейльсберг, заставив вражеские войска отступить в свои окопы, несмотря на страшный огонь 60 орудий. Около шести часов бригада Миньо также вступила в бой. Упорство противника в обороне местности шаг за шагом и особенно позиционное преимущество, которое давала ему артиллерия, принесли большие потери дивизии. Ночью противник был обойдён с левого фланга и отступил. В последующие дни дивизия направилась в Эйлау, где 12 июня расположилась ночлегом. На следующий день 4-й корпус направился прямо к Кёнигсбергу через Кройцбург. Вечером 14-го дивизия Леграна вошла в пригород. Противник после непродолжительного боя, отступил. В предместье Бранденбурга были взяты орудия и множество пленных из королевского военного двора. Покинутый генералами Каменским и Лестоком город сдался. Там были найдены огромные средства к существованию и многочисленные продовольственные товары, посылаемые английским правительством в Россию. Дивизия оставалась в городе до 27 июля. После Тильзита покинула город. Во время пребывания дивизии Леграна в Кёнигсбергском лагере её посетил Император, когда он возвращался в Берлин. Офицеры и солдаты получили повышения и награды. 10 декабря дивизия пересекла Вислу у Мариенвердера и устроилась для зимовки в деревнях на левом берегу Вислы.

### Австрийская кампания 1809 года
12 октября 1808 года получила приказ идти с дивизий Карра-Сен-Сира на Вюрцбург и ждать там новых указаний. В декабре прибыла в Майнц. Наполеон планировал отправить дивизию в Испанию. В феврале 1809 года находилась в Меце, когда получила приказ отправиться в Страсбург. Наполеон начал подготовку к новой войне с Австрией. Дивизия была включена в состав нового 4-го корпуса маршала Массена Армии Германии. 23 марта дивизия прибыла в Ульм, который являлся местом сосредоточения 4-го корпуса. Затем она направилась в Аугсбург и 19 апреля достигла Пфаффенхоффена. Она пересекла Изар, восстановив мост, разрушенный австрийцами. 21 апреля дивизия получила приказ вернуться в Регенсбург. Марш продолжался всю ночь, и бригада Ледрю (18-й и 26-й) прибыла в Эгглофсайн в два часа ночи. Массена был вынужден перебраться из Штраубинга в Пассау и Линц, чтобы предотвратить встречу двух вражеских частей. 26-го дивизия Леграна предстала перед Шардингом. Там она нашла город, оккупированный врагом, а мост через постоялый двор был отрезан. На следующий день между двумя берегами происходит перестрелка. Ночью (с 27 на 28) вольтижёры переплывают Инн на лодках. Они находят лишь слабое сопротивление с другой стороны. 28-го вся дивизия форсировала реку; 30-го она в Пассау. 1 мая 4-й корпус двинулся из Пассау в Линц и Эберсберг через Эффердинг, чтобы занять сперва мост в Линце, а затем тот, который находился за слиянием Трауна у Маутхаузена. 3 мая тесно прижатый противник решил занять позицию у Эберсберга, за Трауном, близ впадения этой реки в Дунай. Армия Гиллера, к которой присоединилось несколько батальонов ландвера, имела под ружьём около 30 000 человек. Однако дивизия Клапареда перешла мост через Траун в то самое время, когда противник вошёл в Эберсберг. Завязался ожесточённый бой, в ходе которого снаряды, выпущенные войсками Гиллера, окаймлявшими высоты за Эберсбергом, подожгли часть города, а также сильно повредили мост. Войска 4-го корпуса, пришедшие на помощь дивизии Клапареда, вынуждены были остановиться до тех пор, пока мост не станет проходимым. В течение трёх часов, пока длилась эта работа, бесстрашная дивизия Клапареда отражала атаки австрийцев. Наконец французам удалось отвести пламя и открыть проход. Дивизия Леграна бесстрашно идёт вперёд со своими лучшими полками, 18-м линейным и 26-м лёгким, в наступление. Мост, к которому они приближаются, усеян трупами. Таким образом, они преодолевают 500 метров, не сбавляя темпа. Затем голова колонны наталкивается на новое препятствие, заграждение, созданное бойцами из дивизии Клапареда, отброшенных назад. Солдаты Леграна уносят раненых. Спокойно посреди беспорядка, царящего вокруг него, генерал Легран выстраивает два своих полка в плотную колонну; он пускает 18-й по главной улице и 26-й слева. 18-й бросился со штыками на австрийцев. Он отбрасывает всё перед собой, пересекает город без единого выстрела. Таким образом, дивизия Клапареда полностью выведена из боя. 18-й с тем же энтузиазмом продолжил свой марш, достигая высот, а справа от неё 26-й захватил яростно обороняемый замок. 18-й, наконец, отдышавшись, занял позиции на дороге на Эмс, 1-й и 2-й батальоны развернуты, 3-й в колонне позади центра. В это время к дивизии присоединилась баденская бригада, и 18-й может продолжать наступательное движение. Но враг отступил, оставив нам город. В пятом бюллетене Армии Германии мы можем прочитать: «Мост и город Эберсберг будут непреходящими памятниками мужества воинов Массены. Путешественник остановится и скажет: «Именно здесь, именно с этого великолепного положения, с этого моста такой протяжённости, из этого замка, столь прочного в своём положении, 36-тысячная армия австрийцев была изгнана 7-тысячами французов». Дивизия Леграна в последующие дни продолжила наступление на Вену, которая 13 мая попала во  власть французов. Легран остановился в Пратере, у ворот столицы. Оттуда он отправился в лагерь Эберсдорф, на берегу Дуная, напротив острова Лобау. В составе дивизии в этот момент было 1800 человек. В это время, хотя Наполеон и владеет Веной, он далёк от завершения кампании. Перед ним эрцгерцог Карл со 100 000 человек вследствие встречи с генералом Гиллером и эрцгерцогом Людвигом. Эрцгерцог расположился лагерем на равнине Мархфельд. Наполеон решает пересечь Дунай, чтобы дать ему сражение, несмотря на неудобства, связанные с битвой, проведённой с большой рекой за его спиной и после переправы большой армии. Чтобы пересечь её, выбирают точку, где остров Лобау разделяет Дунай на два рукава. 20 мая в 11 часов утра дивизия Леграна вышла из лагеря Эберсдорф. День и ночь тратятся на то, чтобы пересечь различные мосты, перекинутые через Дунай, и закрепиться на левом берегу. На следующий день, 21 мая, дивизия сформировалась против Эсслинга; 26-й лёгкий на передовой, 18-й сзади и параллельно баденская бригада формирует резерв. Около четырёх часов австрийцы, масса которых постоянно увеличивается за счет подкреплений, после пятичасового боя захватывают Асперн. Дивизия Молитора отброшена за деревню, а оттуда к мосту. Оказавшись отброшенной к Дунаю, дивизия оказалась в очень опасном положении; но затем, как и в Эберсберге, прибывает генерал Легран. Он идёт во главе своих старых и грозных полков, 18-го линейного и 26-го лёгкого. Сформировавшись в атакующую колонну, 18-й оттесняет австрийцев на главную улицу Асперна; он уже готов совсем выбросить их из села, когда под страшным огнём, посланным к нему постоянно подкрепленными австрийцами, полк вынужден отступить. Отступление выполняется в величайшем порядке. Он медленно покидает деревню и останавливается на опушке леса, справа от Асперна, решив остаться там во что бы то ни стало. Вскоре его поддержали другие пехотные корпуса и артиллерия дивизии. Наконец, в одиннадцать часов огонь между австрийцами и французами прекратился. В тот день дивизия Легран спасла дивизию Молитор. Ночью 3-й батальон 18-го полка был направлен в нижнюю часть Асперна для поддержки постов, соединявших дивизию Леграна с дивизией Молитора. На следующий день, 22 мая, в четыре часа утра, выстроившись в колонну по отделениям, 18-й вернулся в деревню. Несмотря на сильно засевших австрийцев, ему удалось выйти на церковную площадь Асперна, но так и не сумев добиться над ней полного контроля. Под жесточайшим картечным огнем гренадеры и вольтижёры захватили батарею из пяти орудий и направили её против австрийцев. Но вне села атака не увенчалась успехом, что вынуждает полк повернуть назад и вернуться на позицию предыдущей ночи. И снова австрийцы слишком многочисленны, мы должны уступить их массам. В восемь часов вечера, расположившись на опушке леса, о котором мы говорили, 18-й еще находит средства броситься на венгерскую колонну, которая хочет ее захватить. Он преследует ее и совершает в темноте начавшуюся великолепную атаку чистым штыком. В этот день полковник Равье был ранен во главе полка, почти одновременно с тем, как пал его родственник, одноименный капитан-адъютант-майор, подав пример величайшей храбрости. Около десяти часов огонь с обеих сторон прекратился. «С наступлением темноты Наполеон вернулся на остров Лобау и поручил маршалу, герцогу Риволи, принять необходимые меры для отступления, которое началось около одиннадцати часов в следующем порядке: больные и раненые, выведенное из строя снаряжение или бесполезны, имперская гвардия, тяжелая кавалерия, дивизии Молитора, Буде и Удино, легкая кавалерия, тиральеры гвардии. Пока эти корпуса, более или менее изуродованные, дефилировали по единственному мосту, дивизии Леграна и Таро прикрывали это движение. Они прошли только после других войск. Массена стоял у начала моста, на левом берегу, чтобы наблюдать за выполнением отданных им приказов. В каждом трупе уносили раненых «неспособных ходить». Около половины третьего мост убрали. Я не покидал левый берег с вольтижерами 18-го до 4 часов, после перестрелки с легкими частями противника. В моё распоряжение были предоставлены две большие лодки, чтобы пересечь последний рукав Дуная, ширина которого составляла около шестидесяти саженей. Мы очень обрадовались в этом случае, если бы противник подошёл с несколькими пушками, что было бы? Первой заботой Наполеона по возвращении в Вену было послать нам сухари и боеприпасы; олени, косули, которые существовали брошенными на острове, и вьючные лошади снабжали нас мясом, пока длился перерыв связи с Веной. Только 23-го каждый корпус смог узнать свои точные потери в этом двухдневном бою: потери 18-го полка составили от 500 до 600 человек убитыми и ранеными. Многие из последних, слегка пострадавшие, вернулись через две недели».
18 января 1810 года дивизия была выведена из состава 4-го корпуса и направлена в Сент-Омер. Получила название «Дивизия Сент-Омер» (фр. Division de Saint-Omer). 26-й лёгкий и 18-й линейный полки были переданы во 2-ю дивизию Дессе. На их место прибыли 19-й, 46-й и 72-й линейные полки.
Расформирована Императором 23 июля 1810 года.

## Состав дивизии по датам
На 29 августа 1803 года:
- командир — дивизионный генерал Александр Легран
- 1-я бригада (командир — бригадный генерал Пьер Микель)
  - 26-я полубригада лёгкой пехоты (командир – командир бригады Феликс Бачиокки)
  - 22-я полубригада линейной пехоты (командир – командир бригады Николя Шребер)
  - 64-я полубригада линейной пехоты (командир – командир бригады Клод Нерен)
- 2-я бригада (командир — бригадный генерал Жан-Клод Моро)
  - 72-я полубригада линейной пехоты (командир – командир бригады Флорантен Фикатье)
  - 75-я полубригада линейной пехоты (командир – командир бригады Франсуа Люилье)
  - 88-я полубригада линейной пехоты (командир – командир бригады Филибер Кюриаль)

В Австрийской кампании 1805 года:
- командир — дивизионный генерал Александр Легран
- начальник штаба – полковник штаба Антуан Коссон
- командир инженерных войск — капитан 2-го класса Франсуа-Луи Венсан
- 1-я бригада (командир – бригадный генерал Пьер Мерль)
  - 26-й полк лёгкой пехоты (командир – полковник Франсуа Пуже)
  - батальон стрелков По (командир – вакантно; с 29 октября 1805 - командир батальона Этьен Юло)
  - батальон корсиканских стрелков (командир – командир батальона Филипп Орнано)
  - 3-й полк линейной пехоты (командир – полковник Лоран Шобер)
- 2-я бригада (командир – бригадный генерал Виктор Левассёр)
  - 18-й полк линейной пехоты (командир – полковник Жан-Батист Равье)
  - 75-й полк линейной пехоты (командир – полковник Франсуа Люилье)
- артиллерия (командир — полковник Жан-Батист Кюни)
  - 14-я рота 5-го полка пешей артиллерии
  - 16-я рота 5-го полка пешей артиллерии
  - рота 3-го батальона артиллерийского обоза
    - Всего: 10 батальонов, 9857 человек, 8 орудий[7].

В Прусской кампании 1806 года:
- командир — дивизионный генерал Александр Легран
- начальник штаба – полковник штаба Антуан Коссон
- 1-я бригада (командир – бригадный генерал Франсуа Ледрю дез Эссар)
  - 26-й полк лёгкой пехоты / 2 батальона (командир – полковник Франсуа Пуже)
  - батальон стрелков По (командир – командир батальона Этьен Юло)
  - батальон корсиканских стрелков (командир – командир батальона Филипп Орнано)
- 2-я бригада (командир – бригадный генерал Виктор Левассёр)
  - 18-й полк линейной пехоты / 2 батальона (командир – полковник Жан-Батист Равье)
  - 75-й полк линейной пехоты / 2 батальона (командир – полковник Франсуа Люилье)
- артиллерия
  - 14-я рота 5-го полка пешей артиллерии
  - 17-я рота 5-го полка пешей артиллерии
    - Всего: 8 батальонов, 7629 человек, 12 орудий (4 12-фунтовые пушки, 6 6-фунтовых пушки, 2 6-дюймовые гаубицы)[8].

В Польской кампании 1807 года:
- командир — дивизионный генерал Александр Легран
- начальник штаба – полковник штаба Антуан Коссон
- 1-я бригада (командир – бригадный генерал Франсуа Ледрю дез Эссар)
  - 26-й полк лёгкой пехоты (командир – полковник Франсуа Пуже)
  - батальон стрелков По (командир – командир батальона Этьен Юло; с 23 марта 1807 - командир батальона Антуан Шено)
  - батальон корсиканских стрелков (командир – командир батальона Филипп Орнано; с 1 февраля 1807 - командир батальона Антуан Морандини)
- 2-я бригада (командир – бригадный генерал Виктор Левассёр; с 10 февраля 1807 - бригадный генерал Тома Миньо де Лямартиньер)
  - 18-й полк линейной пехоты (командир – полковник Жан-Батист Равье)
  - 75-й полк линейной пехоты (командир – полковник полковник Франсуа Люилье; с 10 февраля 1807 - Шарль Бюке)
- 3-я бригада (командир – бригадный генерал Пьер Пузе)
  - 105-й полк линейной пехоты (командир – полковник Пьер Абер)
- Всего: 10 батальонов, 7924 человека.

В Австрийской кампании 1809 года:
- командир — дивизионный генерал Александр Легран
- начальник штаба – полковник штаба Жан Бонен
- 1-я бригада (командир – бригадный генерал Франсуа Ледрю дез Эссар; с 2 июля 1809 - бригадный генерал Жан-Парфе Фридерикс)
  - 26-й полк лёгкой пехоты / 3 батальона (командир – полковник Франсуа Пуже; с 30 мая 1809 - полковник Туссен Кампи)
  - 18-й полк линейной пехоты / 3 батальона (командир – полковник Жан-Батист Равье; с 30 мая 1809 - полковник Пьер Пельпор)
- 2-я баденская бригада (командиры – генерал-майор Валентин фон Харрант с 19 марта по 30 июня 1809; бригадный генерал Жорж Кисте с 30 марта по 7 мая 1809; полковник/генерал-майор Карл фон Нойенштайн с 30 июня 1809)
  - пехотный лейб-полк №1 Великого герцога / 2 батальона (командир – полковник Карл фон Нойенштайн)
  - пехотный полк №2 потомственного Великого герцога / 2 батальона (командир – полковник Фридрих Бёклин фон Бёклинзау)
  - пехотный полк №3 графа Вильхельма фон Хохберга / 2 батальона (командир – полковник Адольф фон Шёпф)
  - егерский батальон Линга (командир – полковник Йохан Батист Линг)
    - Всего: 13 батальонов, около 9400 человек, 12 орудий[9][10]

На 18 января 1810 года:
- командир — дивизионный генерал Александр Легран
- начальник штаба – полковник штаба Мишель Мора
- 1-я бригада (командир – бригадный генерал Франсуа Ледрю дез Эссар)
  - 19-й полк линейной пехоты (командир – полковник Жозеф Обри)
  - 46-й полк линейной пехоты (командир – полковник Иньяс Бодино)
- 2-я бригада (командир – бригадный генерал Жан-Парфе Фридерикс)
  - 72-й полк линейной пехоты (командир – полковник Мишель Лафит)

## Подчинение и номер дивизии
- 3-я пехотная дивизия в лагере Сент-Омер Армии Берегов Океана (29 августа 1803 года);
- 3-я пехотная дивизия 4-го армейского корпуса Великой Армии (29 августа 1805 года);
- пехотная дивизия на территории Германии (15 октября 1808 года);
- 1-я пехотная дивизия 4-го армейского корпуса Великой Армии (21 февраля 1809 года);
- 1-я пехотная дивизия 4-го армейского корпуса Армии Германии (1 апреля 1809 года);
- дивизия Сент-Омер (18 января 1810 года).

## Организация дивизии
- штаб дивизии (фр. état-major de la division)
- 26-й полк лёгкой пехоты (фр. 26e régiment d'infanterie légère)

в составе дивизии с 29 августа 1803 года по 18 января 1810 года
- 22-й полк линейной пехоты (фр. 22e régiment d'infanterie de ligne)

в составе дивизии с 29 августа 1803 года по 27 августа 1805 года
- 64-й полк линейной пехоты (фр. 64e régiment d'infanterie de ligne)

в составе дивизии с 29 августа 1803 года по 22 октября 1803 года
- 72-й полк линейной пехоты (фр. 72e régiment d'infanterie de ligne)

в составе дивизии с 29 августа 1803 года по 26 августа 1805 года, и с 18 января 1810 года по 23 июля 1810 года
- 75-й полк линейной пехоты (фр. 75e régiment d'infanterie de ligne)

в составе дивизии с 29 августа 1803 года по 9 июля 1808 года
- 88-й полк линейной пехоты (фр. 88e régiment d'infanterie de ligne)

в составе дивизии с 29 августа 1803 года по 22 октября 1803 года
- батальон корсиканских стрелков (фр. bataillon de tirailleurs corses)

в составе дивизии с 29 февраля 1804 года по 5 декабря 1808 года
- 3-й полк линейной пехоты (фр. 3e régiment d'infanterie de ligne)

в составе дивизии с 1 марта 1805 года по 19 сентября 1806 года, и с 28 марта 1807 года по 5 мая 1807 года
- батальон стрелков По (фр. bataillon de tirailleurs du Pô)

в составе дивизии с 21 сентября 1805 года по 5 декабря 1808 года
- 18-й полк линейной пехоты (фр. 18e régiment d'infanterie de ligne)

в составе дивизии с 21 сентября 1805 года по 18 января 1810 года
- 105-й полк линейной пехоты (фр. 105e régiment d'infanterie de ligne)

в составе дивизии с 21 февраля 1807 года по 12 октября 1808 года
- пехотный лейб-полк №1 Великого герцога (нем. leib-regiment Grossherzog Nr 1)

в составе дивизии с 5 марта 1809 года по 9 декабря 1809 года
- пехотный полк №2 потомственного Великого герцога (нем. regiment Erbgrossherzog Nr. 2)

в составе дивизии с 5 марта 1809 года по 9 декабря 1809 года
- пехотный полк №3 графа Вильхельма фон Хохберга (нем. regiment Graf Wilhelm von Hochberg Nr. 3)

в составе дивизии с 5 марта 1809 года по 9 декабря 1809 года
- егерский батальон Линга (нем. jäger bataillon Lingg)

в составе дивизии с 5 марта 1809 года по 9 декабря 1809 года
- 19-й полк линейной пехоты (фр. 19e régiment d'infanterie de ligne)

в составе дивизии с 9 июля 1809 года по 23 июля 1810 года
- 46-й полк линейной пехоты (фр. 46e régiment d'infanterie de ligne)

в составе дивизии с 18 января 1810 года по 23 июля 1810 года
- артиллерия (фр. artillerie de la division)

## Командование дивизии

### Командиры дивизии
- дивизионный генерал Александр Легран (29 августа 1803 – 23 июля 1810)

### Начальники штаба дивизии
- должность вакантна (29 августа 1803 – 28 октября 1803)
- полковник штаба Октав Фонтен (28 октября 1803 – 27 ноября 1803)
- полковник штаба Антуан Коссон (27 ноября 1803 – 22 октября 1808)
- командир батальона штаба Мишель Мора (22 октября 1808 – 2 февраля 1809)
- полковник штаба Жан Бонен (2 февраля 1809 – 30 июля 1809)
- полковник штаба Мишель Мора (30 июля 1809 – 23 июля 1810)

### Командиры бригад дивизии
- бригадный генерал Пьер Микель (29 августа 1803 – 15 марта 1805)
- бригадный генерал Жан-Клод Моро (29 августа 1803 – 27 августа 1805)
- бригадный генерал Виктор Левассёр (28 марта 1805 – 10 февраля 1807)
- бригадный (с 24 декабря 1805 — дивизионный) генерал Пьер Мерль (28 марта 1805 – 13 марта 1806)
- бригадный генерал Этьен Бруар (1 сентября 1805 – 23 октября 1805)
- бригадный генерал Мишель Фери (8 октября 1805 – 2 августа 1806)
- бригадный генерал Франсуа Ледрю дез Эссар (13 марта 1806 – 2 июля 1809)
- бригадный генерал Бертран Дюфур (2 августа 1806 – 24 сентября 1806)
- бригадный генерал Тома Миньо де Лямартиньер (10 февраля 1807 – 27 октября 1808)
- бригадный генерал Пьер Пузе (21 февраля 1807 – 12 октября 1808)
- генерал-майор Валентин фон Харрант (19 марта 1809 – 30 марта 1809 и 7 мая 1809 – 30 июня 1809)
- бригадный генерал Жорж Кисте (30 марта 1809 – 7 мая 1809)
- полковник (с 24 августа 1809 - генерал-майор) Карл фон Нойенштайн (30 июня 1809 – 9 декабря 1809)
- бригадный генерал Жан-Парфе Фридерикс (2 июля 1809 – 23 июля 1810)
- бригадный генерал Франсуа Ледрю дез Эссар (18 января 1810 – 23 июля 1810)

## Награждённые

### Знак Большого Орла ордена Почётного легиона
- Александр Легран, 26 декабря 1805 – дивизионный генерал, командир дивизии

### Великие офицеры ордена Почётного легиона
- Александр Легран, 14 июня 1804 – дивизионный генерал, командир дивизии

### Комманданы ордена Почётного легиона
- Пьер Микель, 14 июня 1804 – бригадный генерал, командир бригады
- Жан-Клод Моро, 14 июня 1804 – бригадный генерал, командир бригады
- Франсуа Люилье, 25 декабря 1805 – полковник, командир 75-го линейного
- Франсуа Пуже, 25 декабря 1805 – полковник, командир 26-го лёгкого
- Жан-Батист Равье, 25 декабря 1805 – полковник, командир 18-го линейного
- Лоран Шобер, 25 декабря 1805 – полковник, командир 3-го линейного
- Пьер Абер, 11 июля 1807 – полковник, командир 105-го линейного
- Антуан Коссон, 11 июля 1807 – полковник штаба, начальник штаба дивизии
- Франсуа Ледрю дез Эссар, 11 июля 1807 – бригадный генерал, командир 1-й бригады

### Офицеры ордена Почётного легиона
- Жозеф Балле, 14 июня 1804 – лейтенант 26-го лёгкого
- Феликс Бачиокки, 14 июня 1804 – полковник, командир 26-го лёгкого
- Антуан Бюйе, 14 июня 1804 – бывший лейтенант 75-го линейного
- Жильбер Давеньер, 14 июня 1804 – капитан, командир роты 26-го лёгкого
- Клод-Франсуа Жолль, 14 июня 1804 – капитан, командир роты 26-го лёгкого
- Антуан Коссон, 14 июня 1804 — полковник штаба, начальник штаба дивизии
- Франсуа Люилье, 14 июня 1804 – полковник, командир 75-го линейного
- Жак Сандо, 14 июня 1804 – капитан, командир роты 26-го лёгкого
- Жан-Батист Сос, 14 июня 1804 – лейтенант 26-го лёгкого
- Жан-Луи Суайе, 14 июня 1804 – капитан, командир роты 26-го лёгкого
- Флорантен Фикатье, 14 июня 1804 – полковник, командир 72-го линейного
- Николя Шребер, 14 июня 1804 – полковник, командир 22-го линейного
- Пьер Эмери, 14 июня 1804 – командир батальона 75-го линейного
- Жан-Батист Кюни, 26 декабря 1805 – полковник, командующий артиллерией дивизии
- Филипп Орнано, 26 декабря 1805 – командир батальона, командир стрелков Корсики
- Этьен Юло, 26 декабря 1805 – командир батальона, командир стрелков По
- Иньяс Бодино, 14 мая 1807 – командир батальона 26-го лёгкого
- Фредерик Брийя-Саварен, 14 мая 1807 – командир батальона 26-го лёгкого
- Шарль Бюке, 11 июля 1807 – полковник, командир 75-го линейного
- Валантен Легран, 11 июля 1807 – командир батальона, адъютант генерала Леграна
- Жозеф Бастьен, 23 июля 1809 – капитан, командир роты 26-го лёгкого
- Жозеф Обри, 23 июля 1809 – полковник, командир 19-го линейного[К 1]
- Пьер Пельпор, 23 июля 1809 – полковник, командир 18-го линейного
- Ромен Ре, 23 июля 1809 – командир батальона 18-го линейного
- Клод Руссийон, 23 июля 1809 – командир батальона 26-го лёгкого

### Легионеры ордена Почётного легиона
- Пьер Эмери, 24 сентября 1803 – командир батальона 75-го линейного
- Александр Легран, 11 декабря 1803 – дивизионный генерал, командир дивизии
- Пьер Микель, 11 декабря 1803 – бригадный генерал, командир бригады
- Жан-Клод Моро, 11 декабря 1803 – бригадный генерал, командир бригады
- Антуан Коссон, 5 февраля 1804 — полковник штаба, начальник штаба дивизии
- Жан-Батист Кюни, 14 июня 1804 – полковник, командующий артиллерией дивизии
- Фредерик Брийя-Саварен, 14 июня 1804 – командир батальона 26-го лёгкого
- Мишель Мора, 5 августа 1804 – капитан штаба дивизии
- Валантен Легран, 5 августа 1804 – капитан, адъютант генерала Леграна
- Жан Руссий, 5 августа 1804 – капитан, командир роты карабинеров 26-го лёгкого
- Франсуа Лаваль, 15 января 1805 – капитан, адъютант генерала Леграна
- Антуан Морандини, 14 марта 1806 – капитан, командир роты корсиканских стрелков
- Шарль Пуже, 14 апреля 1807 – младший лейтенант 26-го лёгкого
- Пендре, 14 мая 1807 – капитан, адъютант генерала Ледрю (посмертно)
- Огюстен Симонен, 14 мая 1807 – капитан, адъютант генерала Леграна
- Жан Бонен, 5 мая 1809 – полковник штаба, начальник штаба дивизии
- Николя Дюран, 5 мая 1809 – капитан, адъютант генерала Леграна

### Кавалеры ордена Железной короны
- Франсуа Люилье, 12 января 1807 – полковник, командир 75-го линейного
- Франсуа Ледрю дез Эссар, 8 июня 1809 – бригадный генерал, командир 1-й бригады

### Кавалеры военного ордена Максимилиана Иосифа
- Филипп Орнано, 24 марта 1806 – командир батальона корсиканских стрелков

### Большой крест баденского ордена военных заслуг Карла-Фридриха
- Александр Легран, 1 августа 1809 – дивизионный генерал, командир дивизии
- Валентин фон Харрант, 1810 – генерал-лейтенант, командир баденской бригады

### Командоры баденского ордена военных заслуг Карла-Фридриха
- Йохан Батист Линг, 24 августа 1809 – командир егерского батальона
- Карл фон Нойенштайн, 24 августа 1809 – командир пехотного лейб-полка №1 Великого герцога
- Адольф фон Шёпф, 24 августа 1809 – командир пехотного полка №3 графа Вильхельма фон Хохберга

### Кавалеры баденского ордена военных заслуг Карла-Фридриха
- Пьер Дельпир, 1 августа 1809 – командир эскадрона, командующий артиллерией дивизии
- Николя Дюран, 1 августа 1809 – командир эскадрона, адъютант генерала Леграна
- Валантен Легран, 1 августа 1809 – командир батальона, адъютант генерала Леграна
- Мишель Мора, 1 августа 1809 – полковник штаба, начальник штаба дивизии

### Комментарии
1. ↑  За действия в составе дивизии генерала Дюпа